# Ryōta Ōshima
Ryōta Ōshima (jap. 大島僚太 Ōshima Ryōta; ur. 23 stycznia 1993 w Shizuoce) – japoński piłkarz grający na pozycji pomocnika, reprezentant kraju. Od 2011 roku występuje w Kawasaki Frontale.

## Kariera klubowa
Od 2011 roku gra w zespole Kawasaki Frontale.

## Kariera reprezentacyjna
W reprezentacji Japonii zadebiutował w 2016.